# Liste der Monuments historiques in Dompierre (Oise)
Die Liste der Monuments historiques in Dompierre (Oise) führt die Monuments historiques in der französischen Gemeinde Dompierre auf.

## Liste der Objekte
| Bezeichnung                                           | Beschreibung                   | Standort                       | Kennzeichnung | Schutzstatus | Datum | Bild |
| ----------------------------------------------------- | ------------------------------ | ------------------------------ | ------------- | ------------ | ----- | ---- |
| Hauptaltar mit Tabernakel und Wandvertäfelung im Chor | Holz, 17. Jahrhundert und 1770 | in der Kirche St-Pierre (Lage) | PM60005266    | Inscrit      | 2016  |      |